# Мандзій Сергій Володимирович
Мандзій Сергій Володимирович (нар. 28 листопада 1974) — український політик, з 6 грудня 2019 народний депутат 9 скл. від партії «Слуга народу».

## Життєпис
Закінчив школу № 25 в Хмельницькому, Технологічний університет «Поділля» (економічний факультет) та Хмельницький університет управління та права (юридичний факультет). Навчався у аспірантурі Хмельницького університету.
Голова ГО «Хмельницька платформа» та «Сильне місто». Голова Федерації хокею Хмельницької області, голова Ради Федерації хокею України. Аудитор з правом аудиту підприємств та господарських товариств.
- 1990—1991 — вантажник магазину № 86 Хмельницького об'єднання «Продтовари».
- 1991—2000 — програміст Хмельницького комбінату будматеріалів.
- 2000—2001 − директор ТОВ «Фенікс-центр».
- З 2001 — директор ТОВ «Рембуд».

### Політика
1998 — балотувався до Хмельницької міськради за мажоритарним округом як самовисуванець.
2002 — обраний депутатом Хмельницької міськради за мажоритарним округом.
2006 — обраний депутатом Хмельницької міськради за списком «Народного блоку Литвина», був головою однойменної фракції.
2010 — депутат Хмельницької міської ради 6 скл. від «Народної партії», голова постійної Комісії з питань соціально-економічного розвитку, промисловості, транспорту, зв'язку, енергетики та підприємництва.
2015 — балотувався на посаду Хмельницького мера від Блоку Порошенка як безпартійний, балотувався до Хмельницької міськради за округом № 2. Член виконавчого комітету міської ради.
З 6 грудня 2019 — народний депутат України 9 скл., 136 номер у списку партії «Слуга народу», член партії. Входить до складу Комітету Верховної Ради України з питань екологічної політики та природокористування.

## Скандали
22 липня 2025 року проголосував за проєкт закону 12414, що обмежує Національне антикорупційне бюро України та Спеціалізовану антикорупційну прокуратуру. Закон викликав хвилю антикорупційних протестів.

## Сім'я
Одружений, виховує сина Олександра (нар. 9 січня 2000).